# Roba tradicional romanesa
El vestit romanès fa referència a la roba tradicional que porten els romanesos, que viuen principalment a Romania i Moldàvia, amb comunitats més petites a Ucraïna i Sèrbia. Avui en dia, la gran majoria dels romanesos porten vestits d'estil modern en la majoria de les ocasions, i les peces aquí descrites van caure en desús sobre manera durant el segle xx. Tot i això, encara es poden veure en zones més remotes, en ocasions especials i en esdeveniments etnogràfics i populars. Cada regió històrica té la seva pròpia varietat específica de vestuari.

## Regions etnogràfiques
La roba tradicional romanesa es pot classificar segons set regions tradicionals. Aquests es poden subdividir per zones etnogràfiques, que poden oscil·lar entre 40 i 120, segons els criteris utilitzats.
Les set regions principals són:
- Transsilvània o Ardeal
- Les planes occidentals: plana baixa del Mureș, plana de Criș (Crișul Negru, Crișul Alb, Crișul Repede), plana de Someș inferior (país d'Oaș)
- Banat, inclosos el prat de Timiș i Caraș-Severin
- Valàquia, inclosa Oltènia i Muntènia
- El Baix Danubi, incloent Bărăgan, Dobruja i el sud de Moldàvia
- Moldàvia, inclosa Bessaràbia, Bucovina i Transnistria
- Balcans o romanesos de la península balcànica, que es poden subdividir en quatre àrees:
  - Els daco-romanesos al llarg de les fronteres: Cadrilater (Bulgària), la vall de Timok (nord-oest de Bulgària i l'est de Sèrbia), Vojvodina / Banat serbi i Ucraïna (especialment al voltant de Txernivts i Odessa)
  - Istro-romanesos a Istria, Croàcia
  - Macedo-romanesos (o aromans) a Albània, Bulgària, Grècia i Macedònia del Nord
  - Megleno-romanesos a Grècia i Macedònia del Nord

## Gènesi i evolució del vestit tradicional romanès

### Primeres mencions sobre la roba romanesa

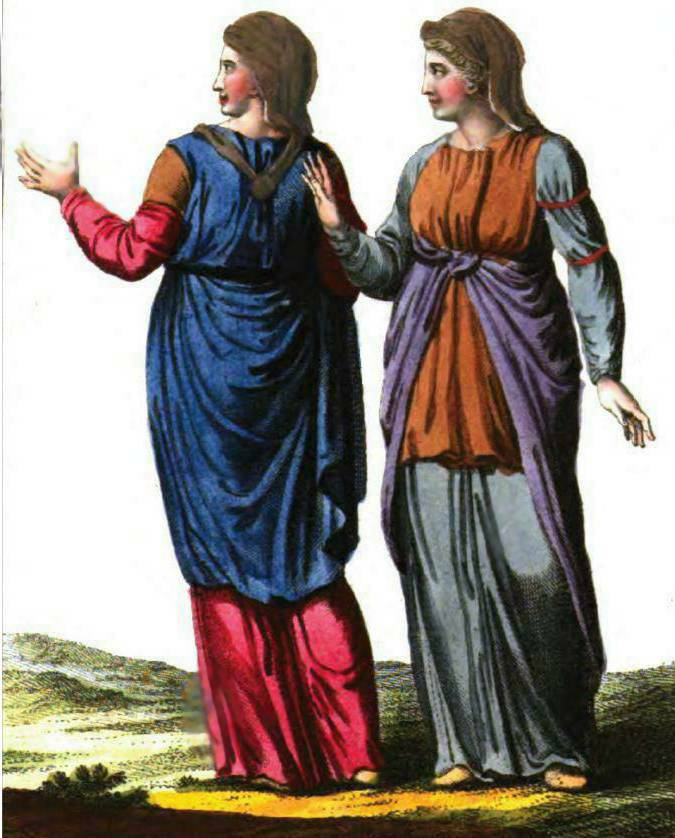
Dacies que porten ștergar, similar al mocador contemporani.

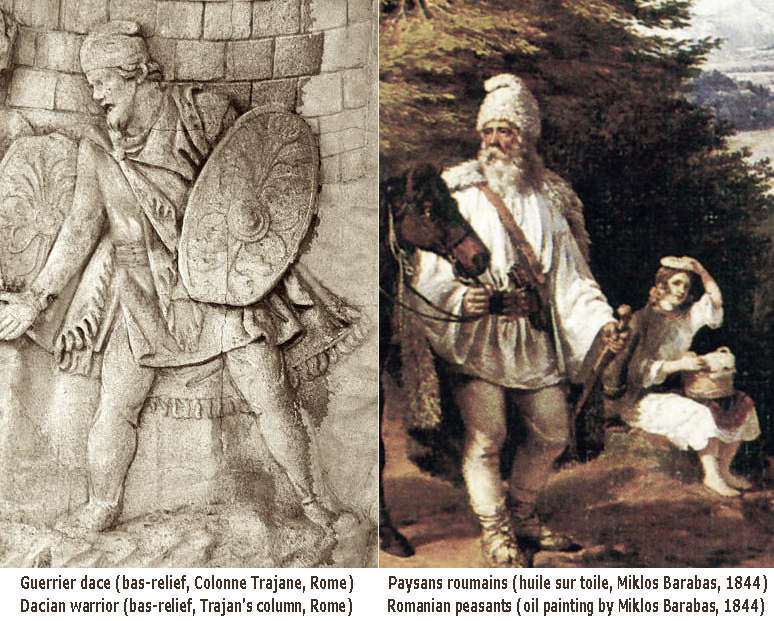
Comparació de vestits camperols daci i romanès

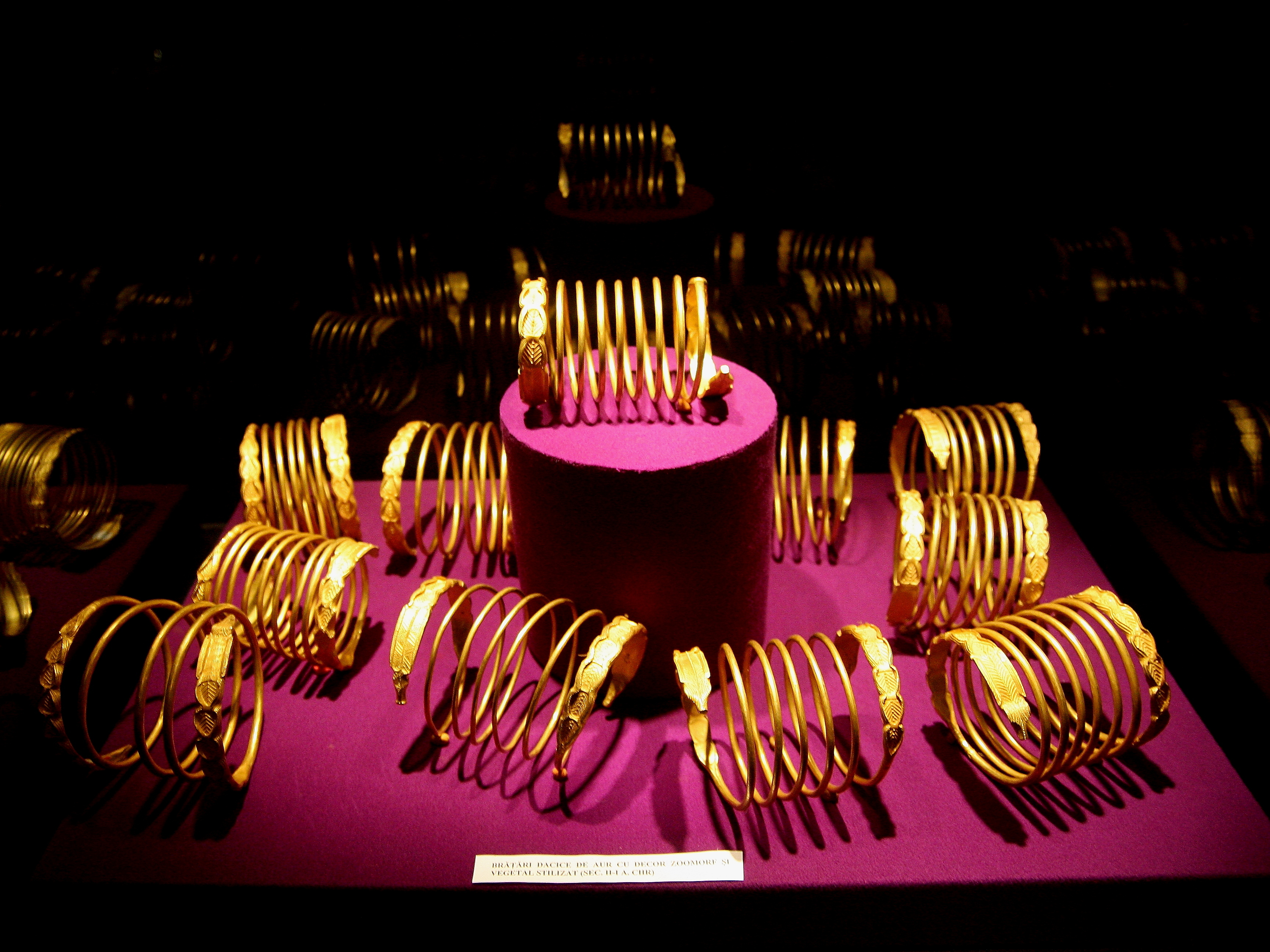
Donat el pes (900-1.100 g) i la mida, les polseres d'or fetes a mà eren molt probablement les que portaven els homes dacis, membres de la classe alta.

El vestit popular romanès troba les seves arrels en la part dels avantpassats tracis, dacis i getes i s'assembla al dels pobles de la península balcànica, per descomptat, amb diferències que consisteixen en detalls decoratius i colorits. Entre el 7000 i el 3500 aC es va fundar la creença en el poder de control del cosmos. Els teixits portaven símbols designats en virtut de la fe, de manera que la filatura i el teixit esdevenien sagrats. Per tant, eren habituals als vestits el cercle solar, la columna del cel, el rombe, la portella o les línies corbes. Des del 3500 aC i fins a l'any zero ha passat del teixit sagrat a la parament, el ritual va des de l'imponent espai del temple fins al fogar domèstic. El propòsit de les peces que portaven els avantpassats era facilitar el diàleg amb les forces invisibles del cosmos. Per tant, encara és possible parlar d'una civilització de teixits sagrats. Per exemple, el fil de filat té forma de columna i es torça en espiral, cosa que augmenta la sacralitat del teixit. A més, tenir diferents colors és el mitjà més útil per expressar sentiments i comportaments. Roba popular El territori carpato-danubià resumeix la dimensió existencial i espiritual dels romanesos, però les parts de la roba es van multiplicar i la roba es va convertir en un vestit. Com a resultat, la roba popular autòctona és un sistema que va desenvolupar les variacions regionals, a través d'innovacions i contaminacions causades per cada creador contra l'esquema del prototip.
La forma i l'oramètica de les peces contemporànies conservaven una part del llenguatge dels signes i símbols específics del pensament mític d'aquells temps. Així, els primers testimonis sobre el port tradicional romanès es troben en pedra, al monument del Tropaeum Traiani a Adamclisi i a la Columna de Trajà a Roma. Per exemple, els retrats de dones esculpits a la columna de Trajà després de les guerres dacies proporcionen informació sobre la seva roba. Les dones dacies portaven camises arrissades al coll relacionades amb el ie romanès. Les mànigues eren llargues, amples o curtes. El vestit era llarg fins al terra, sobre el qual de vegades s'adossava un ampli mantell drapat. Als peus portaven sandàlies de cuir a l'estiu i sandàlies de pell a l'hivern.

### Edat mitjana i influència bizantina

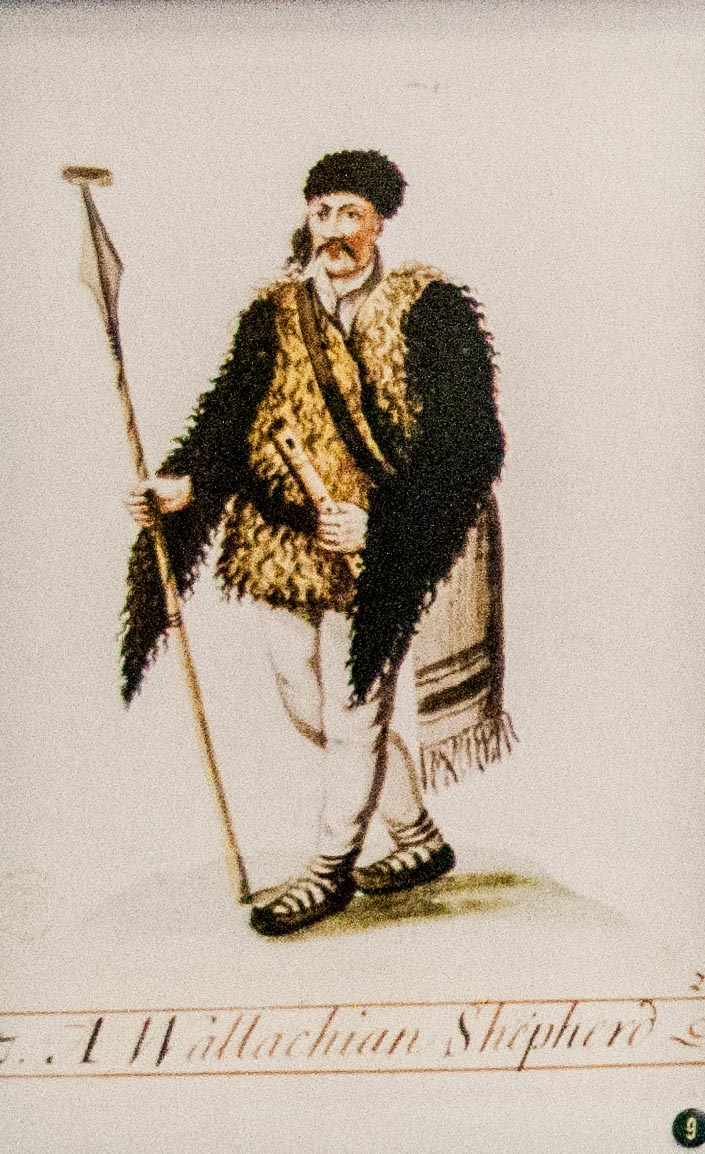
Vestit de pastor típic romanès, segle XVIII

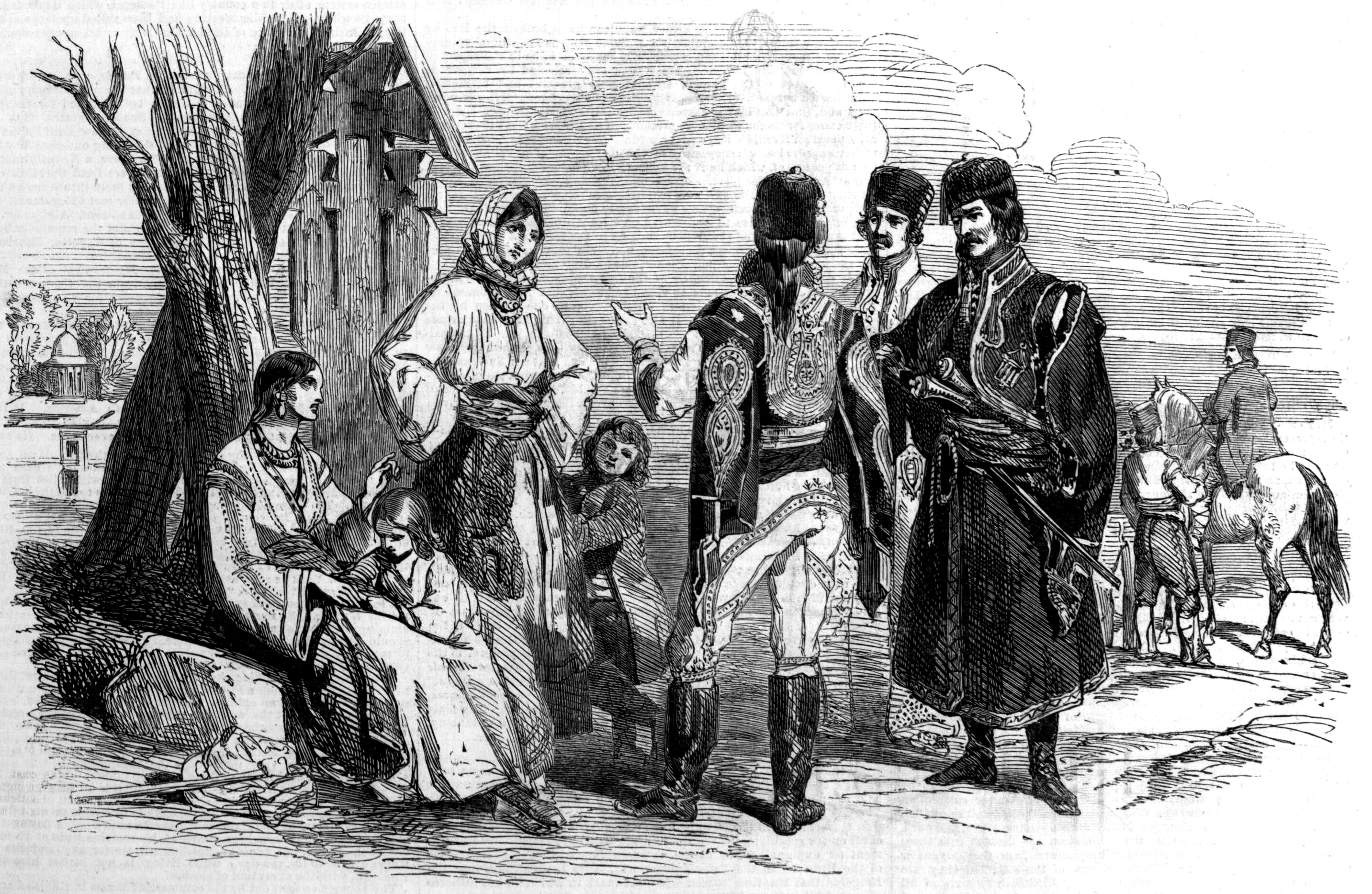
Camperols i tropes valaques, 1853

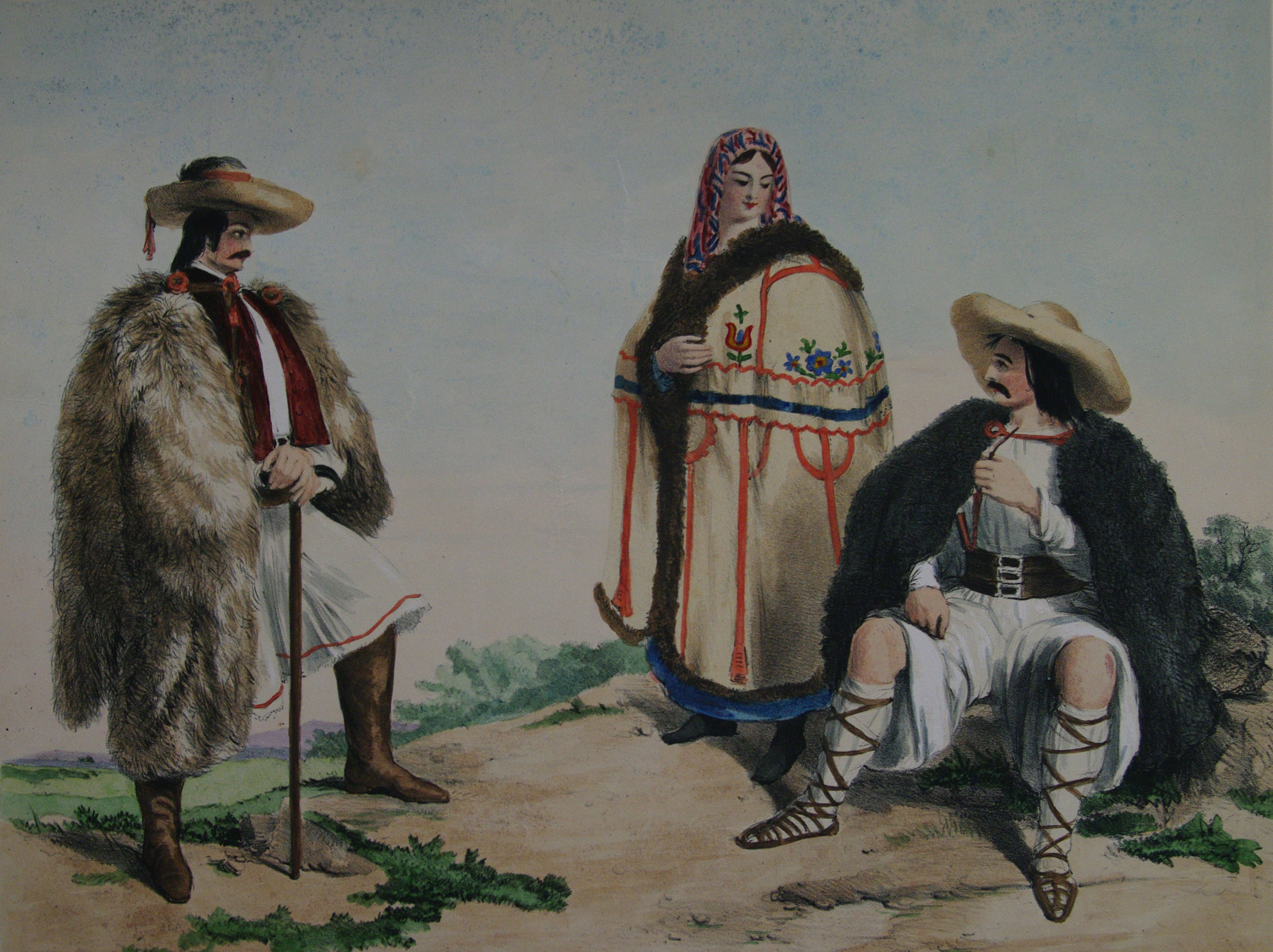
Quadre de Stephen Catterson Smith que representa tres camperols de Hodod, Transsilvània

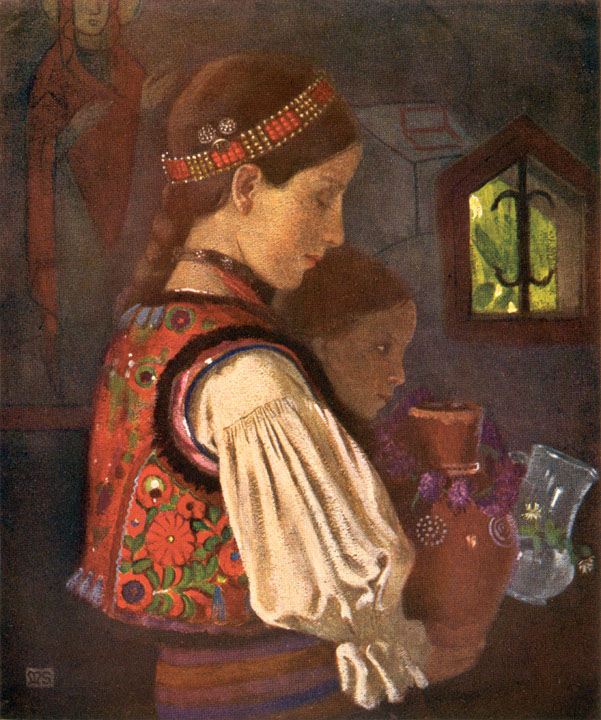
Una noia romanesa que porta una armilla amb una decoració elaborada. Pintura de Marianne Stokes

Els retrats dels fundadors proporcionen informació important sobre el tipus de material del qual es van fabricar les peces del port i sobre elements de sastreria, decoració i cromàtica. Entre els segles xviii i xix, les pintures votives a les parets de les esglésies reservades als governants i nobles del país hipostassien una àmplia gamma de donants. Com a resultat, a les zones subcarpàtiques d'Oltènia (especialment a Gorj) apareixen retrats de camperols lliures, propietaris exempts i homes.
Però les representacions del port camperol daten del segle xiv. Al Codex Latinus Parisinus, escrit durant el 1395–1396 per Paulus Sanctinus Ducensis, enginyer militar del rei Sigismund de Luxemburg, a més de retrats de cavallers i peons apareixen descrits auxiliars de l'exèrcit: artesans, carreters, pescadors. A Chronicon Pictum Vindobonense apareixen homes amb camises i pantalons blancs (romanès: cioareci). Per sobre duien un sarici pelut amb mànigues llargues i esquerra a l'esquena. Portaven sabates de cuir senzilles (romanès: opinci). En una simple anàlisi comparativa es pot comprendre que aquests elements sempre estan presents al port dels pastors remots. Els diaris de viatgers estrangers, especialment els d' Antonio Maria Del Chiaro Fiorentino (secretari de llengua italiana de Constantin Brâncoveanu) i l'oficial Friedrich Schwanz von Springfels contenen una rica informació sobre les peces de vestir dels romanesos: les dames, les patrones i les camperoles portaven samarretes idèntiques. només els mètodes utilitzats per a la decoració.
Les camises boyars eren de seda, brodades amb fil daurat i decorades amb perles. El vestit de les dones camperoles Oltènia es compon de camises de cotó cosides amb altiţe, catrinţe ratlles i bete. Com ells, les patrones portaven un llarg al cap (en romanès: maramă) de seda de lli o lli que penjava a l'esquena.
A l'època medieval es va configurar la visió estètica dels conjunts de roba que portaven els romanesos. Les condicions socioeconòmiques del període feudal i les unitats administratiu-territorials que conformaven els anomenats "països" van donar lloc a tipus específics de vestuari amb especificitat local per a les terres romaneses. Però s'hauria d'informar de les variacions regionals al prototip que ha estat la base, que mostra la unitat i la diversitat dels vestits populars romanesos.
El clímax del valor artístic dels vestits tradicionals es va assolir a mitjan segle xix, quan va ennoblir els cossos romanesos a tot el país. En el context de la construcció de la consciència nacional, es van sedimentar les insígnies clau del port romanès, que el distingien dels grups ètnics circumdants.

### La situació actual
Després de la Primera Guerra Mundial, la roba popular generalitzada a les comunitats tradicionals es manté en la vida quotidiana de les generacions més antigues, convertint-se en una vestimenta cerimonial. A la zona rural van penetrar alguns àlbums amb "motius nacionals" editats per comerciants de fibres tèxtils i indústries de colorants. Durant el període comunista, aquestes mutacions van disminuir el procés creatiu de vestuari a les llars.
Actualment, els principals vestidors de camperols són els solistes de música popular, els grups de dansa popular i els actors de pel·lícules i espectacles.

## Roba home

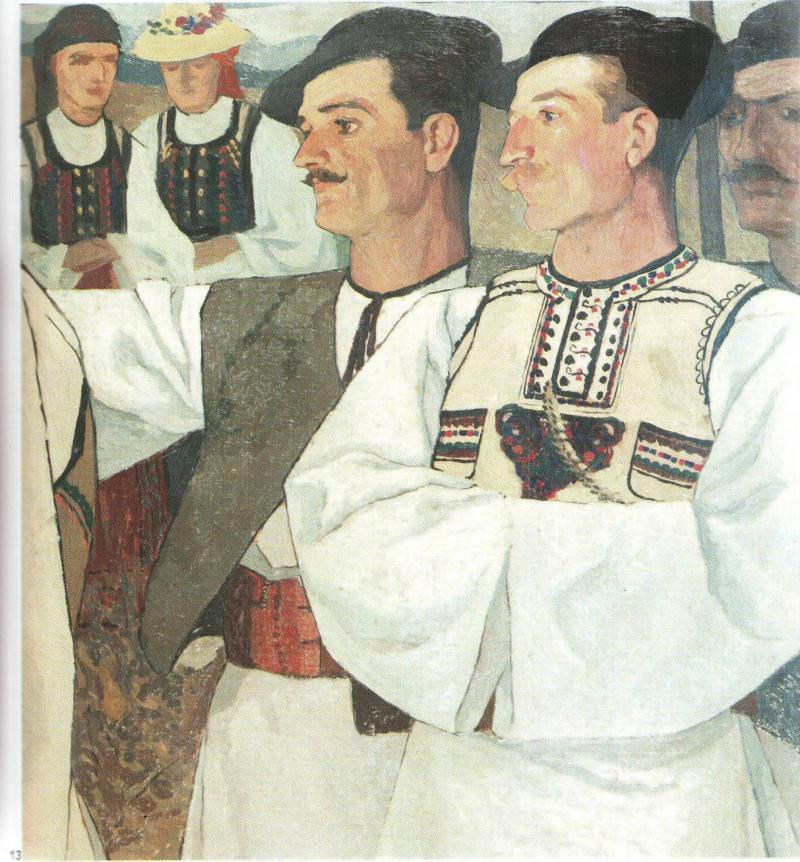
Camperols d' Abrud. Pintura de Ion Theodorescu-Sion

### Ițari
Els ițari són típics dels moldavos i representen un parell de pantalons camperols llargs que es van cosir de țigaie (una raça especial de llana d'ovella) i que tenien una longitud de 2 m, però al ser estretes, estaven arrugats a la cama des del turmell fins al genoll. Es portaven durant l'estiu i l'hivern. Els Ițarii per a roba d'estiu estan fets de pânză de sac (cotó voluminós).

### Cioareci
Els cioareci són pantalons camperols de tela de llana blanca (dimie, pănură o aba) teixits en quatre fils, per tant més gruixuts que els ițari. Al Banat, els cioareci es coneixen com a mitges de tela o de blat que porten les dones durant l'hivern. A Moldàvia es poden trobar cioareci sense creți que es porten els dies laborables. Aquí també se'ls coneix com a bernevici.
Al sud i Moldàvia, els pantalons es porten sobre botes o sabates, mentre que a Transsilvània es col·loquen a la part superior de les botes.
La quantitat i l'estil de decoració de cioareci depèn de l'estil regional. La majoria de la decoració es troba a les parts superiors dels pantalons al voltant de les butxaques i al davant. Els pantalons que es portaven amb botes no tenien cap decoració a la part inferior, mentre que els que es portaven amb xapes tenien una decoració a les cames amb accent al tall dels pantalons i al voltant dels baixos o els torns.

### Opinci
El tipus de calçat més antic són les sandàlies camperoles (opinci) que es porten amb lona de cànem, embolcalls de llana o feltre (obiele) o mitjons de llana (călțuni). Les proves d'aquest estil de calçat es poden veure en un peu de fang trobat a Turdaș, que data del 2500 aC. Els opinci es portaven a tota Romania i en una àmplia zona del sud i est d'Europa, coneguts com opanke (Sèrbia), tservuli (Bulgària), opinci (Macedònia del Nord), etc. Els opinci estan formats per un únic rectangle de pell de vaca, bou o porc reunit al peu de diverses maneres.

### Pieptar
Conegut sovint per diversos noms a nivell local, el pieptar és una armilla de pell d'ovella brodada, fabricada generalment en dos estils, oberta (spintecat) o tancada (înfundat), amb el primer de tall frontal normal i el segon amb un costat obert per tancar amb botons o agafats pel cap com un jersei. Normalment es feien de pell d'ovella, amb la pell esquilada o no esquilada que es portava a l'interior per donar calor i la part brodada cap a fora.

### Cămaşa
Camasa és literalment la paraula romanesa per a camisa, i la varietat de talls i estils és aclaparadora, variant molt no només per àrea, sinó també per edat, estatus i ocupació, només per ser superada per les dones. Tradicionalment eren de lli de cànem o lli, més tard de cotó.

### Suman
El suman és un abric de pagès llarg, una peça de fred, que porten els dos sexes, generalment fins als genolls, en tela de feltre de llana blanca, crema, marró, gris o negre, decorada amb variats decorats amb găitane. També es coneix com țundră, zeghe o dulamă. Normalment eren adaptats a casa pels pobres o per fabricants especials de suman a partir de tires de tela de llana bullida reduïda, processades en batans alimentats per aigua coneguts com a "vâltoare". Els sumans varien molt en gruix d'una regió a una altra, des d'uns pocs mil·límetres de material finament teixit al sud (Oltenia i Dobrudja), fins a dos centímetres molt aproximats al nord (Maramures).

### Chimiribrâu
Va tenir una gran importància la faixa, el seu gruixut cinturó de cuir en cas de quimir o teixit en cas de brau.

### Barrets

#### Barrets de pell d'ovella

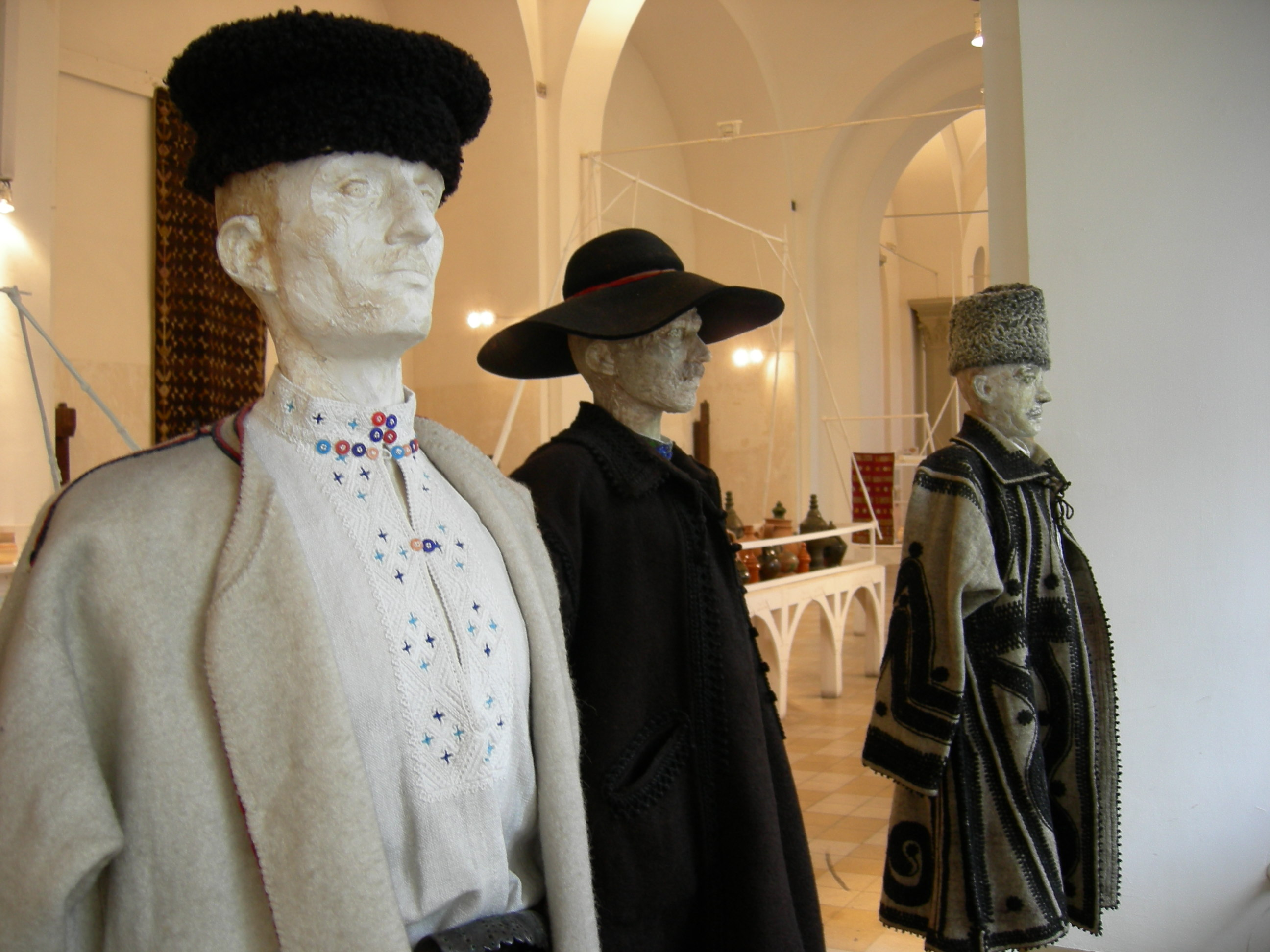
Una varietat de barrets de pell, Museu del Camperol Romanès, Bucarest

A l'hivern es porten caciulă a tota Romania i a la majoria dels països balcànics dels voltants. Els barrets de pell són fabricats per pelleteros i solen ser de color negre, tot i que els caciulă blancs es porten a parts del Banat i són grisos al centre i al nord de Moldàvia. Hi ha quatre tipus de căciulă trobats a Romania:
- Tapa cònica alta - căciulă țuguiată, moțată, cujmă - està formada per quatre peces unides al llarg de la longitud. Es pot portar en punta, amb la part superior inclinada cap endavant, cap enrere o cap als costats, o amb la part superior enfonsada cap a l'interior, segons la moda local. Es porta a Moldàvia, Muntènia, Maramures, Oltènia i Banat, originalment pels "homes lliures".[8] A les muntanyes del Banat, la gorra es porta de vegades amb pell a l'interior i una vora estreta de pell blanca a la base.
- Tapa baixa rodona coneguda com a cujmă rotilată a Maramureș, que consta de dues parts: una banda llarga que forma un cilindre i una part superior rodona cosida a la vora superior del cilindre.
- Les gorres d'un sol tros de pell també es troben a Maramureș i Oaș. Es fabriquen estirant la pell crua sobre un bloc esfèric de fusta que fa que prengui la forma del cap. Aquesta senzilla gorra de "crani" la portaven formalment els serfs.
- Căciulă joasă : gorro cilíndric de pell amb la part superior més gran que la base. Això s'anomena mocănească, rotată, retezată o turtită i el porten els pastors a banda i banda dels Carpats meridionals (a Mărginimea Sibiului, Oltènia, Muntènia i Vrancea) i també a la plana de Bărăgan i a la Dobruja a causa que aquesta zona s'utilitza per a les pastures estivals. els pastors dels Carpats, i també a Maramureș.

#### Barrets de feltre
Els barrets de feltre són fets per artesans especialitzats en tallers i es porten durant tot l'any. Aquests barrets es troben centrats a les regions saxones al voltant de Sibiu i Bistrița i poden haver estat introduïts a Transsilvània pels saxons, els artesans dels quals els fabricaven a tallers, a partir del segle xviii. L'estil varia àmpliament en forma i mida de vora segons la zona. El barret d'ala ampla va aparèixer al voltant dels segles XVII-XIX i tenia barrets de feltre amb fins amples fins als 60 es van usar cm al segle xix i principis del XX, i es van continuar usant a la vall de Bistrița, Moldàvia fins als anys quaranta. Els barrets es van portar alts de cm al centre de Transsilvània i Muntènia. A Crișana, Hunedoara i Bucovina s'utilitzaven barrets de feltre amb vora dura capgirada - cu găng, seguint la moda de la gentry. Ala ampla barrets de feltre amb un gran paó de la ploma (Roata de Paun) encara s'usen en Năsăud, més a sud, els barrets són molt reduïts en grandària, pastors a Sibiu i al llarg dels Carpats meridionals usar barrets de feltre amb molt petites ales, la moda actual dia tendint a eliminar la vora del tot.
Actualment encara es troben barrets d'estil "trilby" verds que porten els guàrdies fronterers i els cossos de muntanya romanesos a Pădureni i altres zones. Aquest estil es va originar al Tirol austríac, i va arribar a Romania durant el govern dels Habsburg, i es va fer internacional a causa de la preferència dels Habsburg per portar vestit tirolès per caçar a tot el seu Imperi. Aquest estil està molt estès per a l'ús quotidià.

#### Barrets de palla

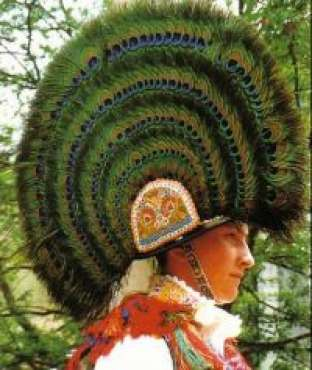
Clop adornat amb plomes de paó

Els homes (i les dones) porten barrets de palla a tota Romania a l'estiu. Els barrets de palla varien d'estil segons una regió a una altra, tot i que les diferències regionals són cada vegada menys freqüents a mesura que la versió de palla del trilby s'apodera.
A Maramureș, els barrets de palla tradicionals (clop, pl. Clopuri) són molt petits, mentre que a Satu Mare, Arad, els barrets de la plana de Transsilvània tenen una corona alta. El més alt: uns 30 centimetres (12 in) - es pot trobar a Codru. A Oltènia i Teleroman, al llarg del Danubi, es porten barrets de palla de vora plana amb corona arrodonida. Al país de Maramureș i Oaș, els homes també solen portar els seus clopuri a l'hivern.

## Roba de dona

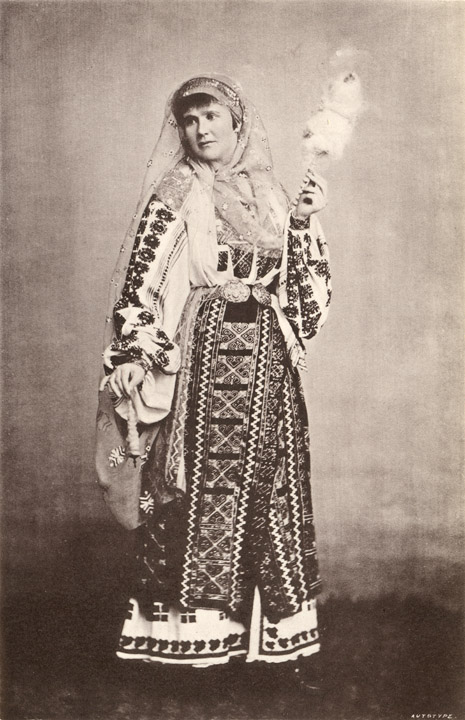
Elisabet de Wied, reina de Romania amb un complet vestit nacional

### Le
El Le és el tipus de camisa d'una forma típica de coll que ha existit des de l'antiguitat. També es coneix com la "camisa dels Carpats", similar als pobles eslaus (búlgar, serbi, ucraïnès, etc.). El codi de decoració en tres parts d'aquesta camisa plisada és gairebé sempre el mateix: a més del brodat de les aixelles, l' altiță (derivat del serbi ла̏тица), hi ha una única fila horitzontal a la màniga, coneguda com increț, i ratlles diagonals a sota l'aixella i l'espatlla, el râuri. El brodat de les aixelles caracteritza tot el vestit; tradicionalment es veu com la culminació del brodat i la decoració. Cada brusa explica una història contundent sobre la regió d'on prové a través dels símbols i colors utilitzats.

### Fotă
La fotă és una faldilla envoltant ricament ornamentada feta amb un tros rectangular de tela de llana que es porta a la cintura. Alternativament, es pot fer de dues peces de material teixit que cobreixen la part frontal del cos (com un davantal) i la part posterior. La fotă té diversos noms, segons la regió etnogràfica: pestelcă (a Muntènia), opreg, vălnic i zăvelcă (a Oltenia), catrință o cretință (a Moldàvia), păstură i zadie (a Transsilvània), peștiman (a Besaràbia).
La foto està feta amb material de llana o cotó barrejat amb llana, teixit sobre quatre llits. Cobreix completament la faldilla inferior (poale) excepte, en algunes zones, la vora. Els fots més antics estaven fets de teixit negre o marró grisenc amb els colors naturals de la llana. La primera decoració era una sanefa vermella (bete roșii) a la vora inferior i a la vora frontal, que reforcen el teixit. Aquest tipus de fotografia encara es troba al nord de Moldàvia, on antigament es feia fota de cànem o lli en algunes parts a l'estiu. Les ratlles verticals (vâstre) també són habituals en aquesta zona. L'extensió de la decoració es fa més elaborada a mesura que es mou cap al sud. Les ratlles canvien de decoració teixida simple a ratlles alternativament simples i ratlles de motius teixits (alesăture). A Muntènia, les ratlles se substitueixen per una decoració teixida compacta o brodats geomètrics pesats, que cobreixen tota la superfície excepte per la zona que se solapa a la part frontal. La decoració més rica es troba a les zones d' Argeș i Muscel, on la fotografia mateixa es fa ocasionalment de seda i la decoració teixida és de fil daurat o platejat.

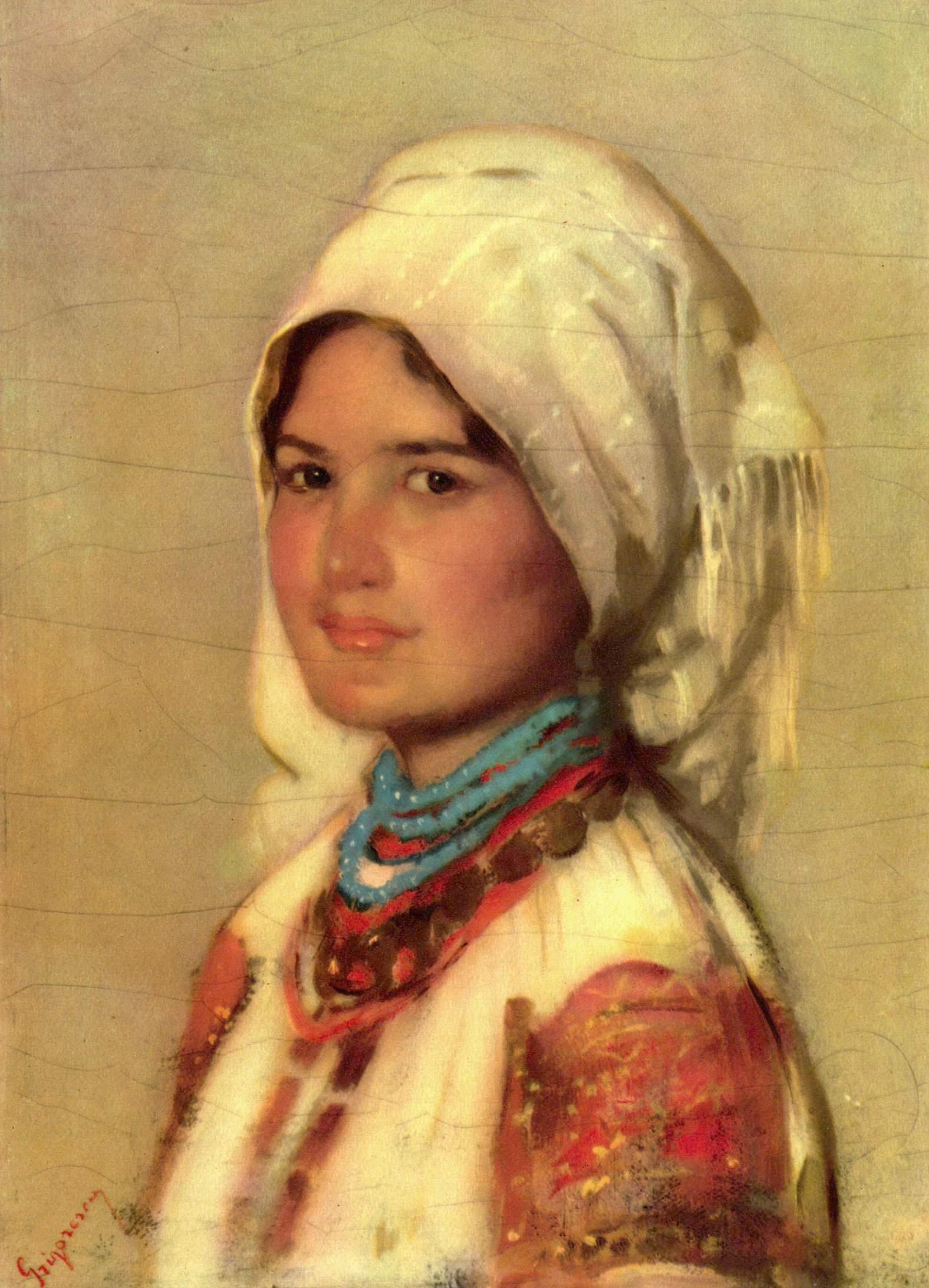
Una noia romanesa amb maramă al cap. Pintura de Nicolae Grigorescu

Entre els elements que no s'han de perdre a la roba femenina hi ha els “cobriments per al cap”. Tenen un gran valor estètic i social per a les dones. Les noies joves acostumen a caminar sense cap, però després del ritual del casament - "aglutinants de la núvia", "núvia despullant-se", la padrina li posa un bonic basma o maramă.
El maramă es porta principalment al sud de Romania, al sud de Moldàvia i al sud de Transsilvània. Els marame possiblement tenen un origen oriental i estan decorats amb dibuixos blancs teixits sobre un fons blanc i sovint agrupats cap als extrems. A Argeș, els patrons poden incloure motius geomètrics de colors.